# Associazione Calcio Turris 1977-1978
Questa voce raccoglie le informazioni riguardanti l'Associazione Calcio Turris nelle competizioni ufficiali della stagione 1977-1978.

## Rosa
| N. |                   | Ruolo | CalciatoreGiustino Rispo |
| -- | ----------------- | ----- | ------------------------ |
| 9  | Italia (bandiera) | A     | Giustino Rispo           |
| 9  | Italia (bandiera) | A     | Michele Barone           |
|    | Italia (bandiera) | A     | Marzio Bertocchi         |
|    | Italia (bandiera) | D     | Dino Fedi                |
|    | Italia (bandiera) | C     | Amedeo Fiorillo Manunta  |
|    | Italia (bandiera) | C     | Giuseppe Foti            |
|    | Italia (bandiera) | A     | Aldo Gravante            |
|    | Italia (bandiera) | P     | Crescenzo Izzo           |
|    | Italia (bandiera) | D     | Renzo Martin             |

| N. |                   | Ruolo | Calciatore           |
| -- | ----------------- | ----- | -------------------- |
|    | Italia (bandiera) | C     | Silvano Neri         |
|    | Italia (bandiera) | C     | Filippo Orlando      |
|    | Italia (bandiera) | D     | Veniero Pari         |
|    | Italia (bandiera) | C     | Bruno Ranieri        |
|    | Italia (bandiera) | A     | Andrea Scala         |
|    | Italia (bandiera) | C     | Alfredo Sora         |
|    | Italia (bandiera) | D     | Salvatore Sorrentino |
|    | Italia (bandiera) | P     | Vincenzo Strino      |
|    | Italia (bandiera) | D     | Efrem Vitali         |